# De Fontein (Leeuwarden)
De Fontein is een kerkgebouw in de Nederlandse stad Leeuwarden in de provincie Friesland.
De kerk De Open Hof van de Hervormde Kerk kreeg in 2014 de nieuwe naam De Fontein. Het kerkgebouw met vrijstaande klokkentoren in de wijk Oldegalileën/Bloemenbuurt werd in 1968-1969 gebouwd naar ontwerp van architect J.C. Teeuw. In 2013 werd de PKN-kerk verbouwd. Het orgel uit 1976 werd gemaakt door de firma Van den Berg & Wendt. Het werd in 2014 door Bakker & Timmenga van de Adelaarkerk overgeplaatst naar De Fontein.

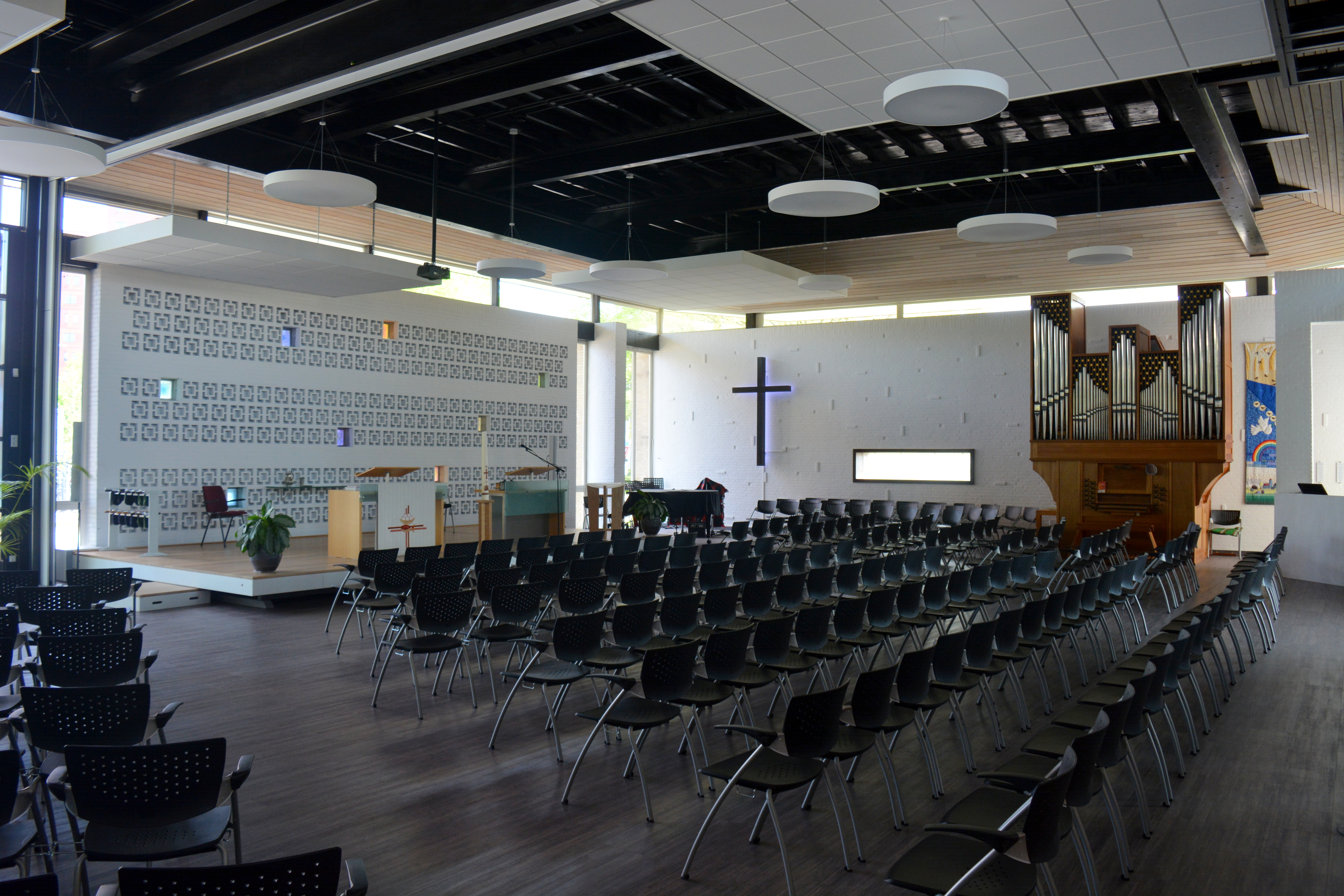
Interieur (2017)
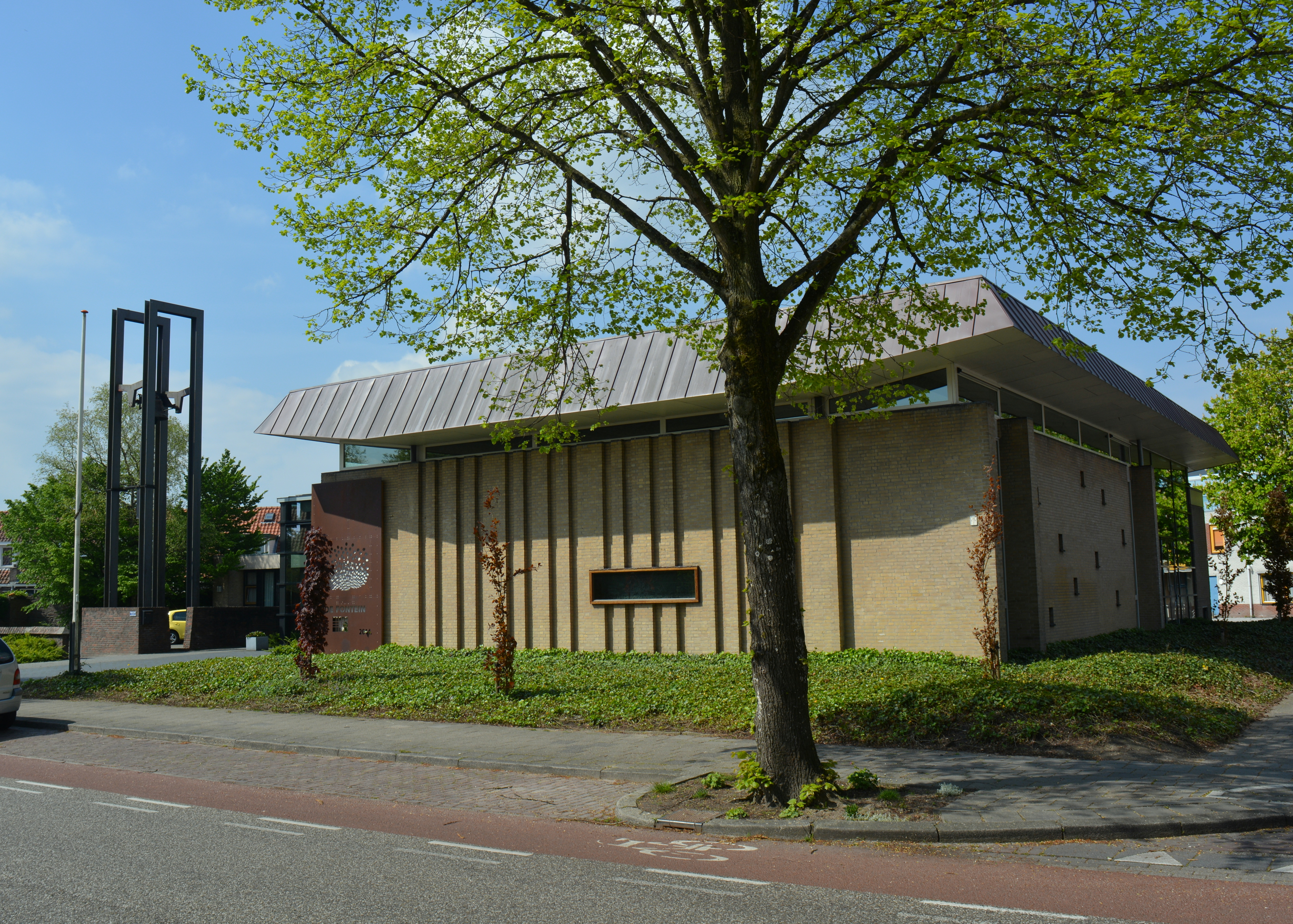
Noordoostzijde